# Château de Barbirey
Le château de Barbirey est un château situé sur la commune de Barbirey-sur-Ouche dans la Côte-d'Or.

## Historique
La terre de Barbirey dépendait depuis le Moyen Âge de la baronnie de Marigny.
Au XVIIIe siècle, le banquier Jean Pâris de Monmartel, acquiert la terre Marigny. À son décès, son fils, le marquis de Brunoy, fait reconstruire le logis actuel.
À la fin du XIXe siècle, le château est acquis par Raymond de Blic et son épouse, Marie de Foucauld, sœur du Père Charles de Foucauld, qui y séjourna à plusieurs reprises.

## Parc et jardins
Le domaine fait l’objet d’une inscription au titre des monuments historiques depuis le 29 décembre 2005.
Le parc de 8 hectares a obtenu le label jardin remarquable,.

## Photographies du château

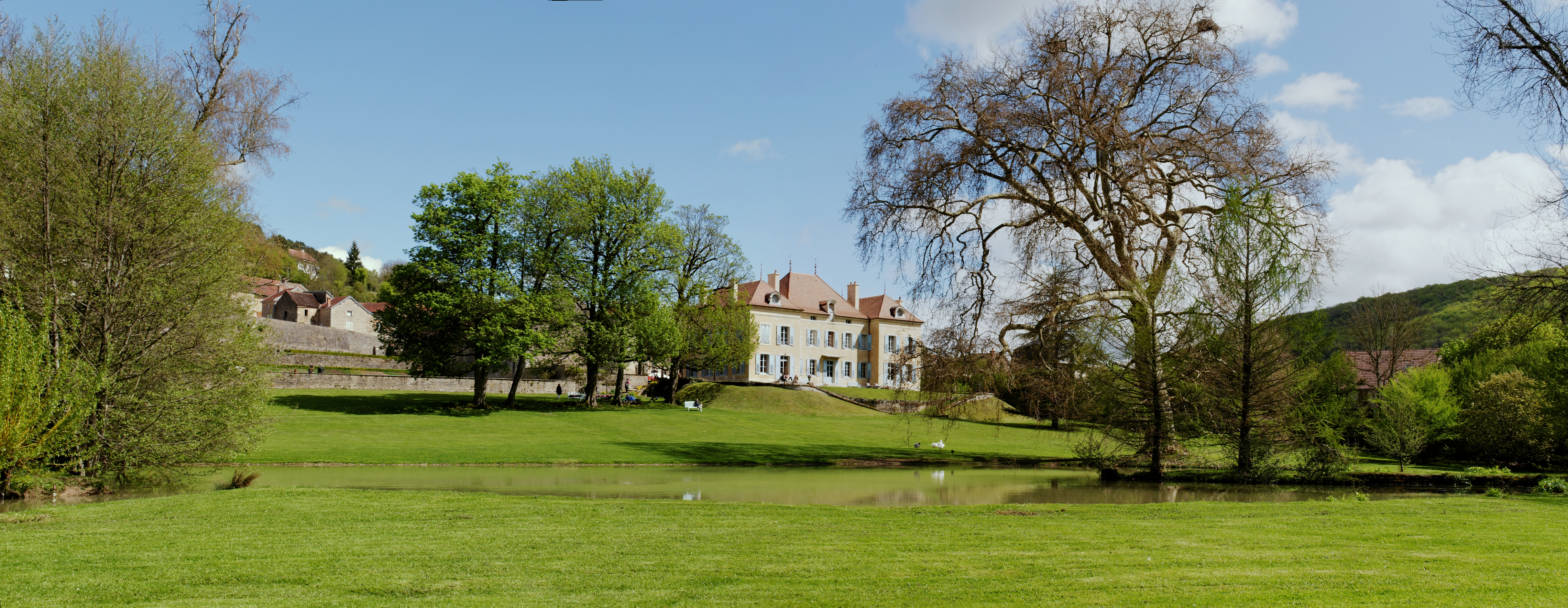
Vue panoramique du château, vue du parc.

Vue panoramique du potager et du parc.

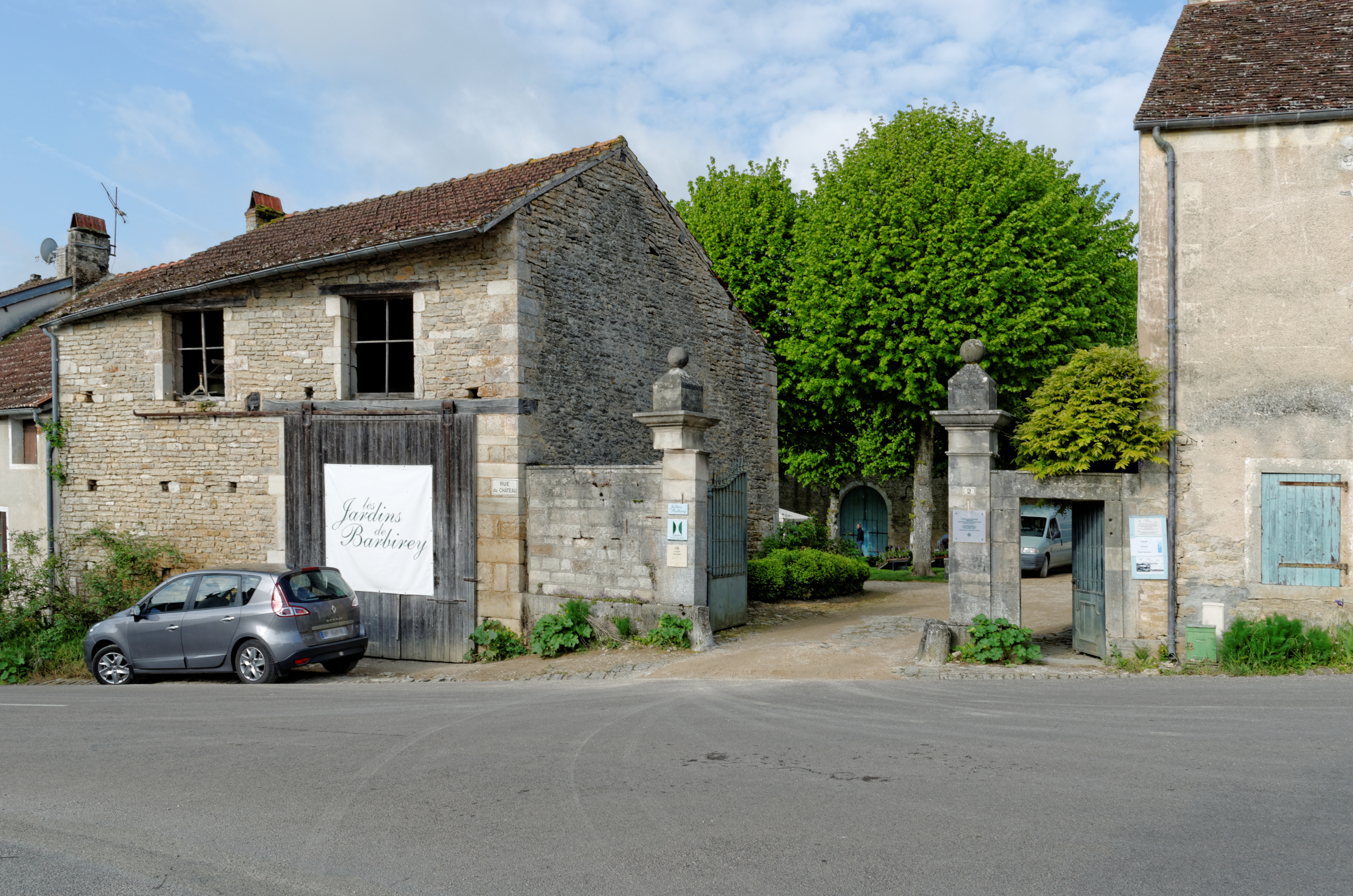
Entrée du château.
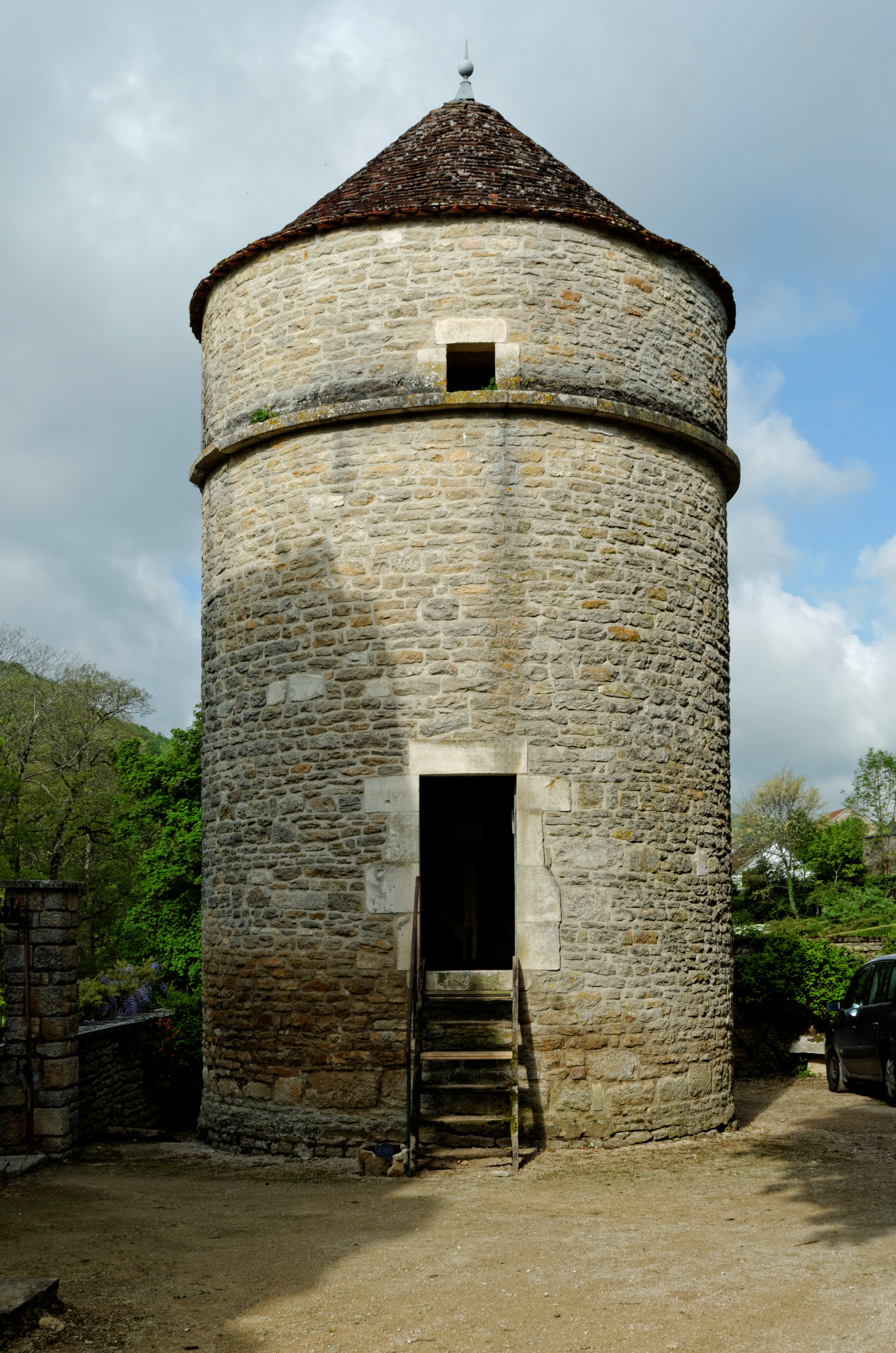
Pigeonnier.
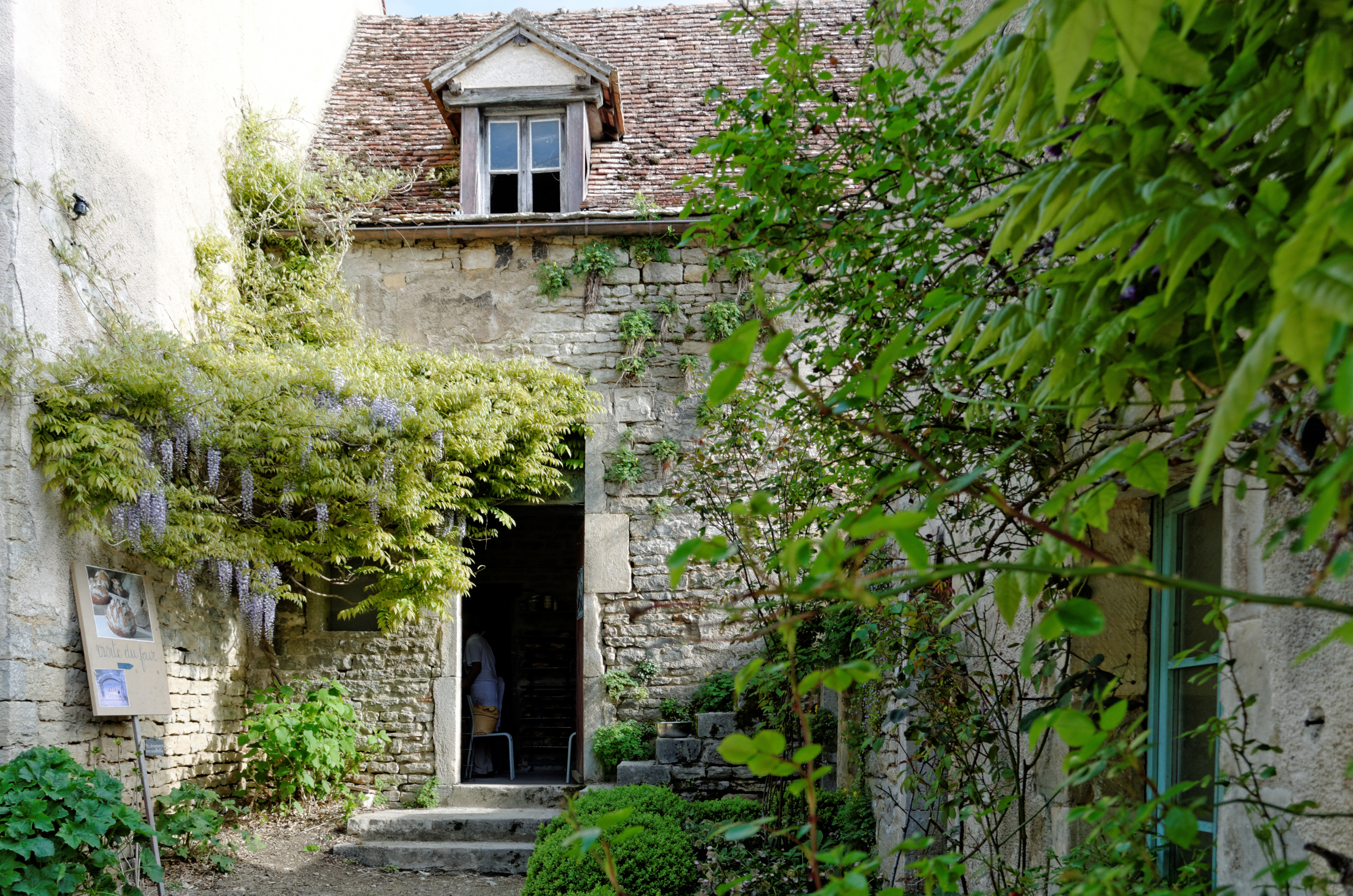
Entrée du four à pain.
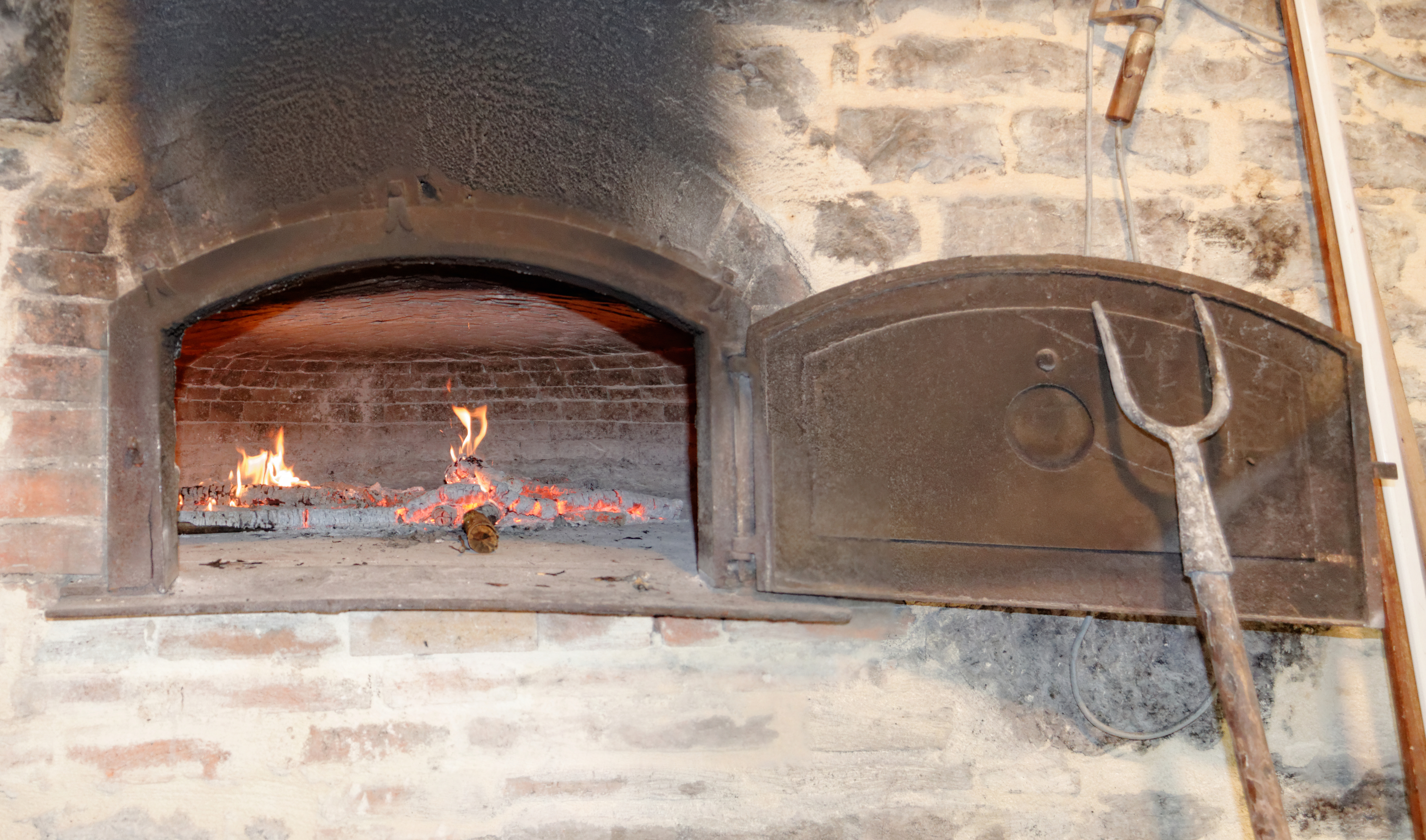
Le four à pain en fonctionnement lors des fêtes de printemps du 1er mai.
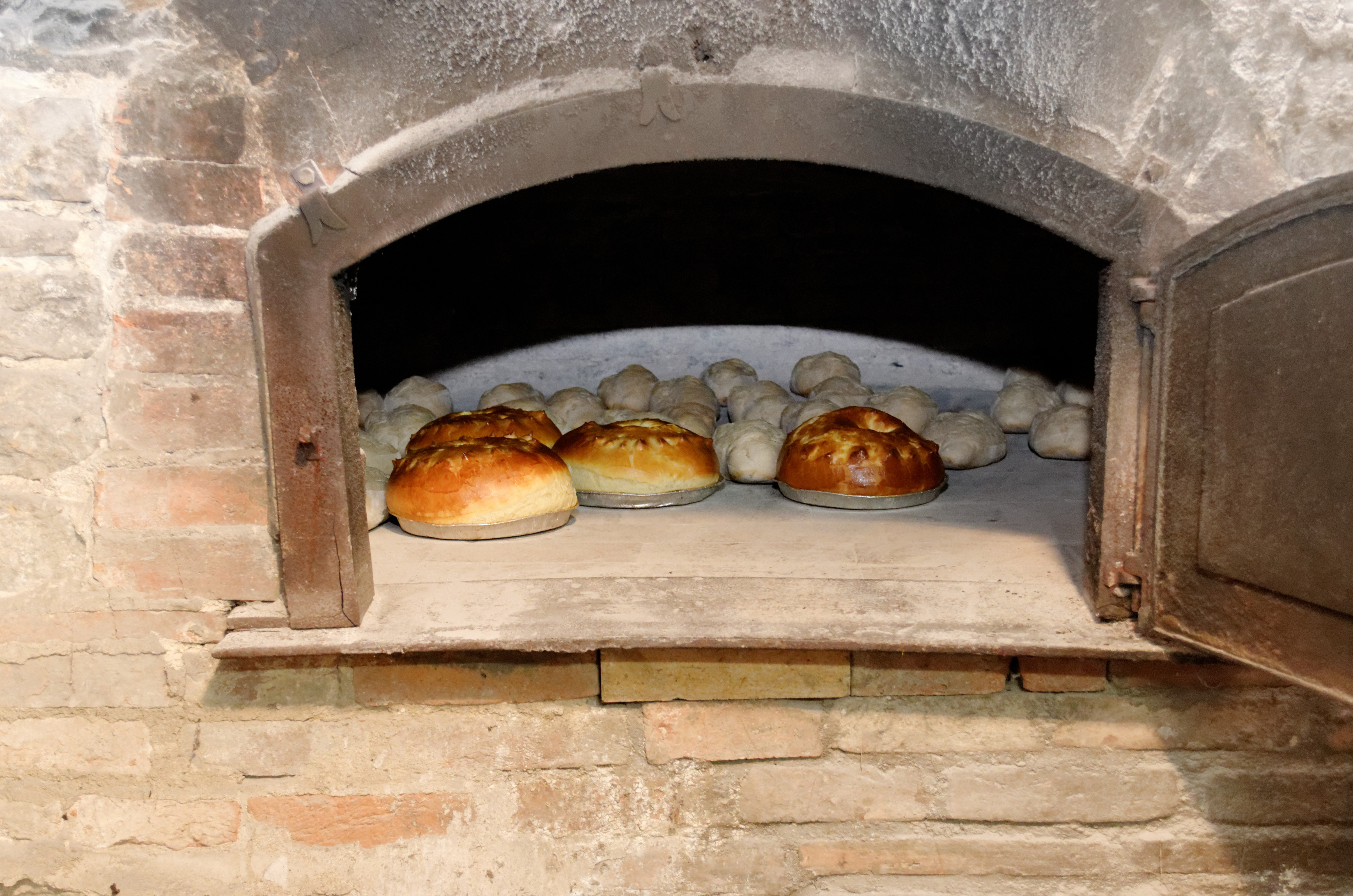
Le four à pain en fonctionnement lors des fêtes de printemps du 1er mai.
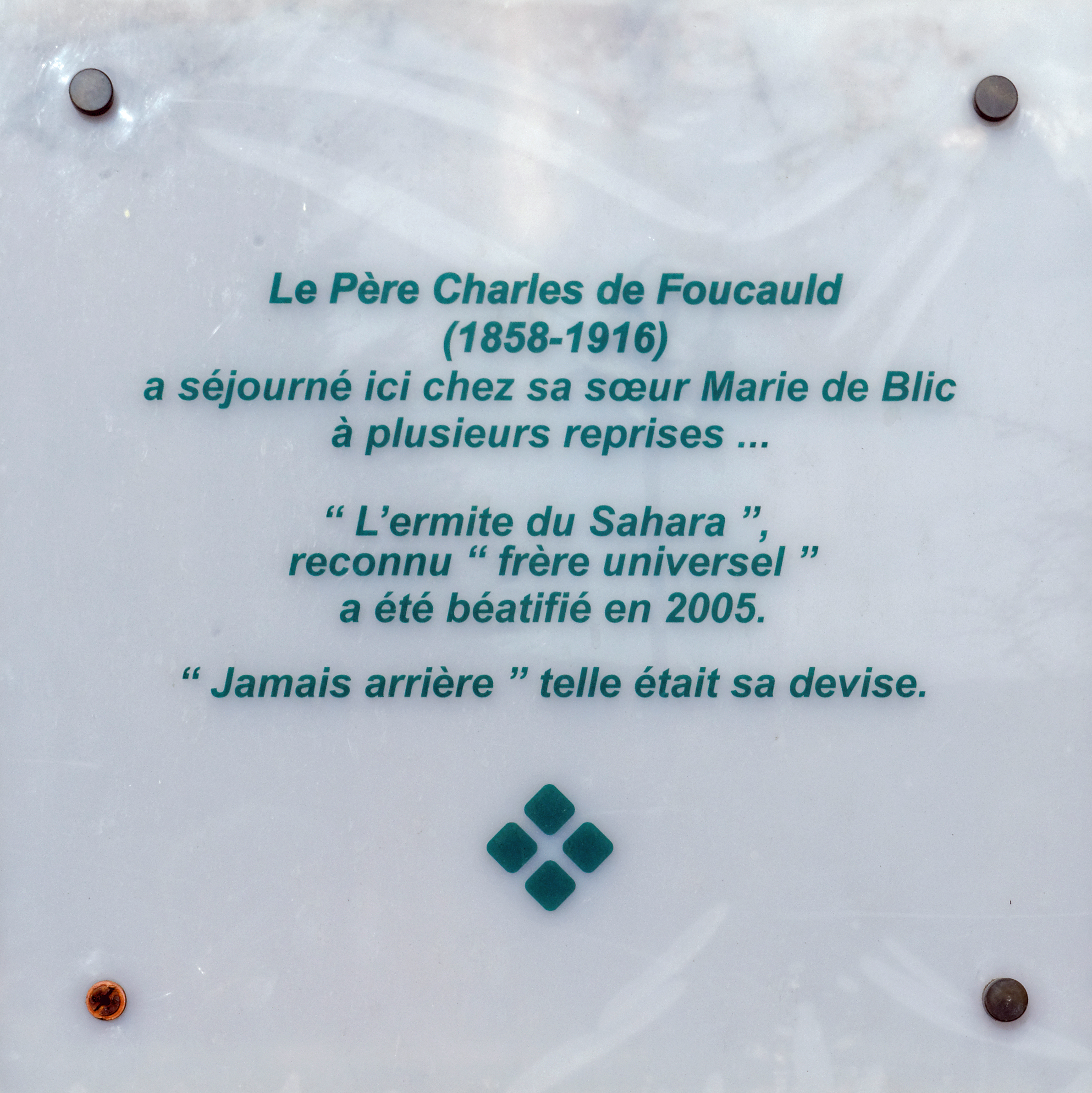
Plaque commémorative Charles de Foucauld.